# Hashiratani Tetsuji
Hashiratani Tetsuji (sinh ngày 15 tháng 7 năm 1964) là một cầu thủ bóng đá người Nhật Bản.

## Đội tuyển bóng đá quốc gia Nhật Bản
Hashiratani Tetsuji thi đấu cho đội tuyển bóng đá quốc gia Nhật Bản từ năm 1988 đến 1995.

## Thống kê sự nghiệp
| Đội tuyển bóng đá Nhật Bản | Đội tuyển bóng đá Nhật Bản | Đội tuyển bóng đá Nhật Bản |
| Năm                        | Trận                       | Bàn                        |
| -------------------------- | -------------------------- | -------------------------- |
| 1988                       | 5                          | 1                          |
| 1989                       | 10                         | 0                          |
| 1990                       | 6                          | 1                          |
| 1991                       | 2                          | 1                          |
| 1992                       | 11                         | 0                          |
| 1993                       | 14                         | 2                          |
| 1994                       | 9                          | 1                          |
| 1995                       | 15                         | 0                          |
| Tổng cộng                  | 72                         | 6                          |